# Hutia konga
Hutia konga este  rozătoare de talie medie din familia Capromyidae. Hutia Konga are patru subspecii: 
- Pilorides relictus
- Pilorides doceleguas
- Pilorides gundlachianus
- Pilorides ciprianoi

## Comportament
Huta Konga are un regim arboricol, diurn și omnivor. Are trăsături în comun cu nutria, unii oameni de știință cred că se înrudesc. Aceeași coadă lungă acoperită de păr aspru și des ce caracterizează nutria, o are și Hutia Konga.

## Legături externe
Hutia Konga